# Pro Lissone Ginnastica
{{Squadra sportiva
```
|nome = A.S.D. Pro Lissone Ginnastica
```

|sport =Ginnastica artistica
|nomestemma =Pro Lissone
|estensionestemma =gif
|dimensionestemma =
|soprannomi =
|leftarm1 =
|rightarm1 =
|shorts1 =
|socks1 =
|colori = 
 bianco e 
 blu
|simboli = 
|inno = 
|autore = 
|città = Lissone
|nazione =  Italia
|confederazione =  UEG
|bandiera = 
|federazione =  FGI
|categoria = Serie A1 GAF
|annofondazione = 1901
|annoscioglimento = 
|presidente = Roberto Marcelloni
|allenatore = Elena Marcelloni 
Stefania Tagliabue 
Gabriella Rizzi 
Alessandra Balladoni
|impiantogioco = 
|capienza = 
|immagineimpianto = 
|scudetti = 3
|titoli nazionali = Assoluti: 2
|coppe Italia = 1
|supercoppe italiane = 
|coppe nazionali = 
|titoli europei = 
|altri titoli = 
|sito = www.prolissoneginnastica.it
}}
L'Associazione Sportiva Dilettantistica Pro Lissone Ginnastica, o Pro Lissone, è una società sportiva italiana di ginnastica, di Lissone. Attualmente compete nei campionati di Artistica maschile, Artistica femminile, Ginnastica per tutti, trampolino.
Nel 2011 la squadra giovanile è approdata nel massimo campionato della ginnastica artistica femminile (la serie A1 GAF), proprio nell'anno di celebrazione dei 110 anni di storia, ed ha concluso la stagione al secondo posto.

## Storia
La Pro Lissone è stata fondata nel 1901 dal monzese Davide Pessina; il 10 febbraio si affiliò alla Federazione Ginnastica Nazionale Italiana; nel 1906 è stata costituita la sezione Calcio, separatasi poi nel 1910.
Nel corso della sua storia più che secolare ha guadagnato numerosi successi, in campo sia nazionale che internazionale, tra cui i titoli di campione italiano agli Assoluti di ginnastica nel 1945 e nel 1947 conquistati da Ettore Perego.
In virtù di questi successi, il 2 luglio 1971 la Pro Lissone è stata insignita della Stella d’oro al Merito sportivo del CONI.
Negli anni ottanta e novanta la Pro Lissone si è mantenuta ad alto livello, e ha vinto i suoi primi 3 campionati italiani di Serie A femminile a squadre (nel 1987, 1988 e 1989), nonché un titolo di campione italiano di Serie A individuale, con l'atleta Elena Marcelloni.
Negli ultimi anni anche il settore giovanile della Pro è cresciuto notevolmente, passando dalla serie B alla serie A2 e poi, nel 2011, in A1, ottenendo il risultato di vicecampione d'Italia. Nel campionato 2013 la squadra si è classificata al quarto posto.

## Atleti: Enus Mariani

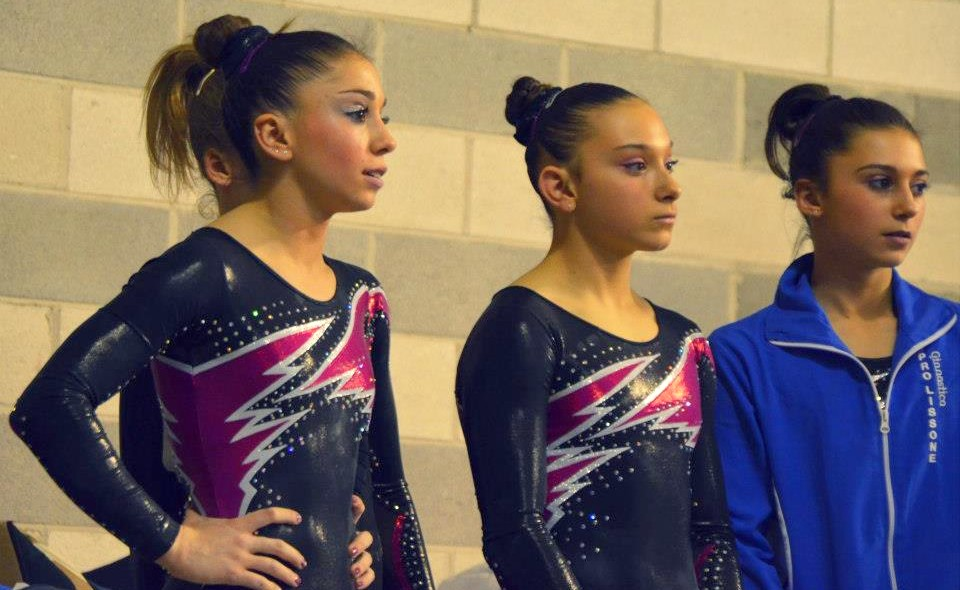
Enus Mariani con Martine Buro ed Arianna Salvi, nella prova di Ancona della Serie A1 GAF 2013.

Enus Mariani, cresciuta nel vivaio della Pro, nel maggio 2012 ha conquistato la medaglia d'oro individuale ai Campionati europei di Bruxelles, e la medaglia d'argento di squadra. Enus è stata la prima atleta azzurra nella storia della ginnastica ad aver vinto il concorso continentale.